# Luigi Fumi
Luigi Fumi (Orvieto, 17 settembre 1849 – Orvieto, 22 febbraio 1934) è stato un archivista, storico e nobile italiano, studioso della storia dell'Umbria e rinnovatore della metodologia archivistica nell'Archivio di Stato di Milano, di cui fu direttore.
Fu anche socio della Regia Deputazione di Storia Patria di Torino.

## Biografia

### Formazione e carriera archivistica
Luigi Fumi, nato da Francesco e da Angelina Valentini, si dedicò alla ricerca storica di varie città dell'Umbria e in particolar modo della sua città natale, Orvieto, in riferimento alla quale si dedicò in particolar modo allo studio della cattedrale cittadina e, dal punto di vista paleografico e diplomatista, del Codice diplomatico orvietano. La carriera nell'amministrazione dello Stato quale archivista iniziò il 20 ottobre 1876, ricoprendo nel corso degli anni vari incarichi sempre più prestigiosi: prefetto dell'Archivio storico municipale di Orvieto; archivista a Siena fino al 1881; direttore dell'Archivio di Stato di Mantova dal 15 settembre 1898 all'8 gennaio 1899; archivista in quello di Roma dal 16 gennaio 1899 al 5 giugno 1900; direttore dell'Archivio di Stato di Lucca dal 7 giugno 1901 al 16 giugno 1907 e, infine, ricoprì la stessa carica a Milano dal 1907 al 1920. Il Fumi, per i suoi meriti, ottenne il titolo comitale da parte di papa Leone XIII nel 1897. 

### Direttore dell'Archivio di Stato di Milano
Il Fumi fu nominato direttore dell'Archivio di Stato meneghino due anni dopo la morte di Ippolito Malaguzzi Valeri. Nei dodici anni in cui fu direttore, Fumi si prodigò per una riforma radicale sia della concezione della scienza archivistica allora imperante, impregnata ancora del metodo peroniano, che per una riforma dell'insegnamento della Scuola di archivistica, paleografia e diplomatica milanese modernizzandone il curriculum studiorum, cosa che permise alla «scuola milanese dal 1908 al 1935 [di essere] considerata di livello universitario, un caso eccezionale tra le scuole d'archivio italiane». In questo si valse dell'aiuto di Giovanni Vittani, che sarà suo successore come direttore a Milano.
Per quanto riguarda il primo punto, Fumi si prodigò in tutti i modi per eliminare il sistema peroniano come principio di organizzazione del materiale archivistico, tentando di riparare agli errori dei suoi predecessori da un lato, e cercando dall'altro di formare gli archivisti milanesi secondo i principi formulati dal Manuale degli archivisti olandesi, la cui edizione italiana uscì a Torino nel 1908 e che si proponeva di sottolineare il legame tra il materiale archivistico prodotto e il soggetto produttore e anticipando così la fondamentale funzione del vincolo archivistico che sarà esposta da Giorgio Cencetti qualche decennio dopo. Idee che il Peroni, nel fondare nuovi fondi scorporando quelli vecchi, aveva esplicitamente violato. Scrive Raponi:
(Raponi, p. 321)
Come strumento di diffusione delle nuove idee che Fumi intendeva far circolare nell'ambiente archivistico milanese, fu pubblicato l'Annuario del Regio archivio di Stato in Milano dal 1911 al 1919 e che pubblicava anche le Prolusioni accademiche del Vittani rivolte agli studenti della Scuola ad ogni inizio dell'anno accademico. Infine, il Fumi tentò anche dal punto di vista pratico di riportare gli antichi fondi dell'ASMi scomposti da Peroni alla situazione precedente (tipo il Fondo di Religione), ma il tempo, l'enorme mole di documenti da inventariare e classificare nuovamente non permise l'attuazione di questo progetto. Ritiratosi per limiti di età il 1º giugno 1920, Luigi Fumi morirà nella sua città natale nel 1934.

## Opere

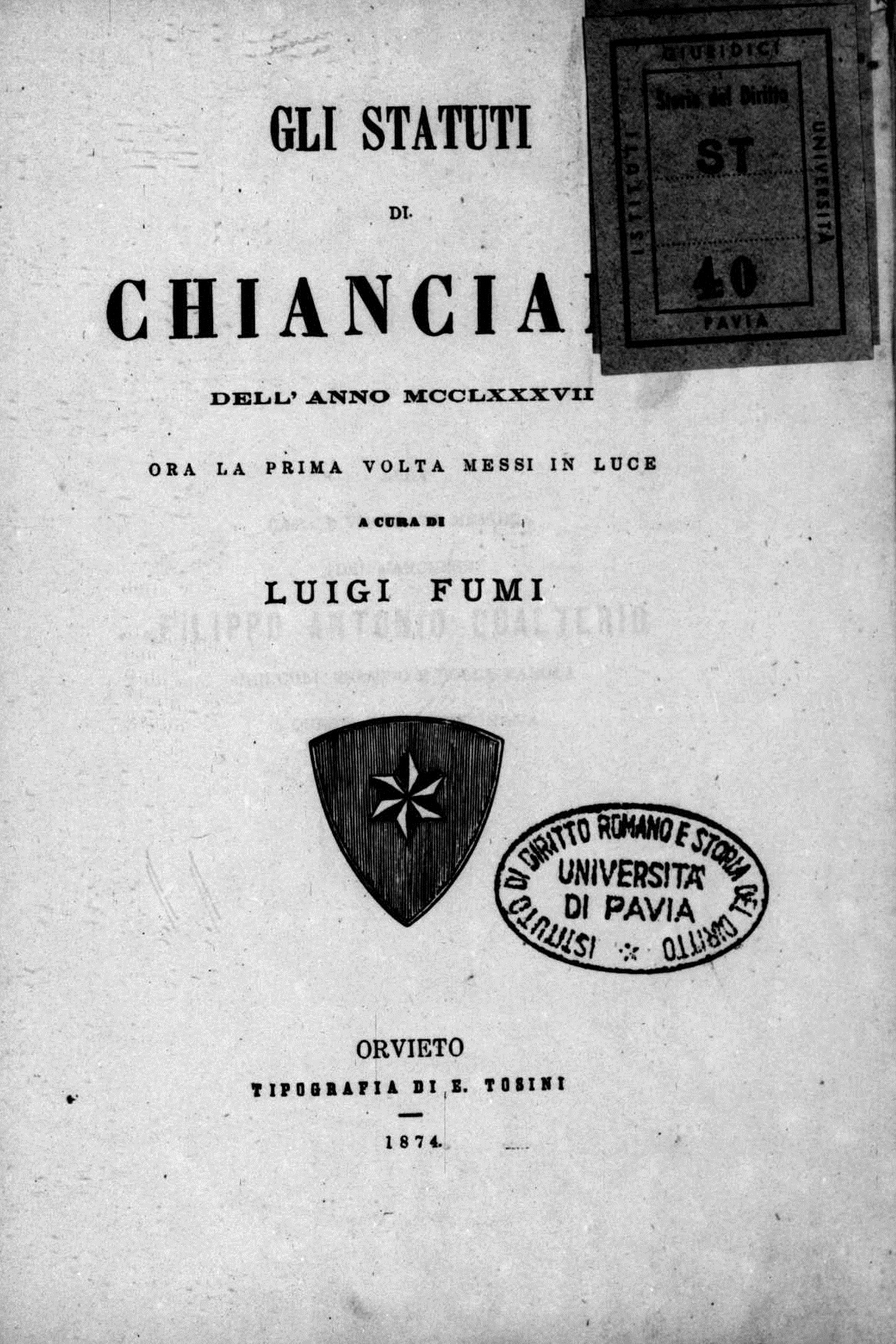
Statuti di Chianciano dell'anno 1287, 1874

Codice diplomatico della città d'Orvieto, 1884

Le opere di Luigi Fumi furono raccolte dal figlio Ranieri e l'elenco completo fu riprodotto, a cura di monsignor Ermanno Derveiux, nell'Opera del 2° Cinquantenario della R. Deputazione sovra gli studi di storia patria per le antiche provincie, edito a Torino nel 1933. Si riportano qui alcune opere della vasta bibliografia del Fumi:

### Opere dal 1874 al 1905
- Statuti di Chianciano dell'anno 1287, Orvieto, Tosini, 1874.
- Luigi Fumi, Alessandro VI e il Valentino in Orvieto, Siena, Lazzari, 1877, SBN BMT0011593.
- Luigi Fumi, Codice diplomatico della città d'Orvieto: documenti e regesti dal secolo XI al XV e la carta del popolo codice statutario del comune di Orvieto, Firenze, G.P: Vieusseux, 1884, SBN UM10041542.
- Luigi Fumi, Il Duomo di Orvieto e i suoi restauri: monografie storiche condotte sopra i documenti, Roma, Società Laziale tipografica editrice, 1891, SBN RLZ0302372.
- Luigi Fumi, Dall'Archivio storico di Orvieto, Orvieto, Tip. Tosini, 1892, SBN RMS1094883.
- Luigi Fumi, Eretici e ribelli nell'Umbria dal 1320 al 1330: studiati su documenti inediti dell'Archivio segreto Vaticano, collana Bollettino della Regia Deputazione di Storia Patria per l'Umbria, vol. 4, Perugia, Unione Tip. Coop, 1898,  pp. 437-486, SBN UDA0168185.
- Luigi Fumi, L'archivio della città di Visso: ordinato e descritto da Luigi Fumi, Roma, Tip. Capitolina D. Battarelli, 1901, SBN RML0101963.
- Luigi Fumi, Carteggio degli Anziani : parte prima (dall'anno 1333 all'anno 1368); parte seconda (dall'anno 1369 all'anno 1400), collana Regesti del Regio Archivio di Stato in Lucca, Lucca, Tip. A. Marchi, 1903, SBN RML0143894.
- Luigi Fumi, Usi e costumi lucchesi, in Atti della Regia Accademia lucchese di scienze lettere ed arti, vol. 22, Lucca, Giusti, 1903, SBN LUA0109347.

### Opere del periodo milanese
- Luigi Fumi, L'Archivio di Stato in Milano al 31 dicembre 1908: notizie e proposte, Milano, Tip. ed. Cogliati, 1909, SBN CAG0907323.
- Luigi Fumi, L'inquisizione romana e lo Stato di Milano: saggio di ricerche nell'Archivio di Stato, collana Archivio Storico Lombardo, vol. 15-17, Milano, Tip. ed. L. F. Cogliati, 1910, SBN RML0126116.

- Luigi Fumi, Francesco Sforza contro Jacopo Piccinino: dalla Pace di Lodi alla morte di Calisto III, Perugia, Unione tipografica cooperativa, 1910, SBN SBL0479746.
- Luigi Fumi (a cura di), Annuario del Regio archivio di Stato in Milano, Milano, Archivio di Stato (Palazzo del Senato), 1910, SBN MO10034774. La pubblicazione andò avanti fino al 1919

- Luigi Fumi, Roberto Sanseverino all'impresa di Napoli per Ferdinando I: episodi tratti dal carteggio sforzesco, collana Archivio storico lombardo, vol. 34, Milano, Tip. ed. L. F. Cogliati, 1912, SBN SBL0479750.
- Luigi Fumi, Una sfida del duca Galeazzo Maria a Bartolomeo Colleoni, collana Archivio storico lombardo, vol. 36, Milano, Tip. ed. L. F. Cogliati, 1912,  pp. 357-392, SBN MIL0895057.
- Luigi Fumi, L'atteggiamento di Francesco Sforza verso Sigismondo Malatesta in una sua istruzione del 1462, con particolari sulla morte violenta della figlia Polissena, collana Archivio storico lombardo, vol. 37, Milano, Cogliati, 1913,  pp. 357-392, SBN UM10034003.

### Opere successive
- Luigi Fumi, Chiesa e Stato nel dominio di Francesco I Sforza: da documenti inediti dell'Archivio di Stato e dell'Ambrosiana di Milano, in Archivio storico lombardo, vol. 1-2, 1924,  pp. 1-74, SBN MIL0895429.
- Luigi Fumi e Eugenio Lazzareschi (a cura di), Carteggio di Paolo Guinigi: 1400-1430, collana Memorie e documenti per servire all'istoria del Ducato di Lucca, vol. 16, Lucca, Tip. G. Giusti, 1925, SBN VEA1116930.

### Altro
- (LA, IT) Luigi Fumi (a cura di), Ephemerides Urbevetanae dal Codice Vaticano Urbinate 1745, collana Rerum Italicarum scriptores: raccolta degli storici italiani dal Cinquecento al Millecinquecento ordinata da L. A. Muratori, Città di Castello - Bologna, Lapi - Zanichelli, 1902-1929, SBN UMC0530717. in 10 fascicoli